# Трельяжные беседки Верхнего сада (Петергоф)
Трельяжные беседки — памятник архитектуры (четыре штуки) в Верхнем саду Петергофа.
Первые трельяжные беседки в Верхнем саду были устроены в 1723 году, в рамках работ по приданию саду парадного вида. В их основе были квадратные бруски толщиной в несколько сантиметров, окрашенные зелёной и белой масляной краской.
Новые берсо и беседки были построены по сторонам партера в 1737—1740 годах по проектам И. Бланка и И. Давыдова с участием садовых мастеров Л. Гарнихфельта и Б. Фока. Своды беседок затянули парусным холстом с росписью.
В 1763 году беседки были перестроены по проекту Б. Ф. Растрелли.
К середине XIX века сохранилось только четыре беседки, две большие и две малые. Большие беседки в 1858 году разобрали и отстроили вновь.
Во время Великой Отечественной войны беседки были разломаны, от них остались каркасы, купола и отдельные детали; по ним и по сохранившимся чертежам беседки были отстроены заново.
Последний крупный ремонт беседок состоялся в 2020 году в рамках реставрации всего сада.